# Dubhe
Dubhe (α UMa / α Ursae Majoris / Alpha Ursae Majoris) è, per luminosità, la seconda stella della costellazione dell'Orsa Maggiore.
Si tratta di un sistema stellare quadruplo che dista 124 anni luce dalla Terra. Attorno alla componente principale orbitano Dubhe B, a circa 23 au, e Dubhe C, a circa 8000 au, che è a sua volta una stella binaria.
Il nome tradizionale deriva dalla parola araba per "orso", dubb.
Il nome della stella in arabo è ظهر الدب الاكبر‎ żahr ad-dubb al-akbar (la schiena dell'Orsa Maggiore).
Il nome della stella in cinese è 北斗一 Běidǒuyī  (Prima stella del Carro Settentrionale) oppure 天樞 Tiānshū (il perno celeste).
Uno dei metodi pratici per individuare la Polare (Alpha Ursae Minoris) è quello di prolungare la linea immaginaria che collega Merak (Beta Ursae Majoris) a Dubhe.

## Osservazione
Si tratta di una stella situata nell'emisfero boreale. La sua posizione è fortemente boreale e ciò comporta che la stella sia osservabile prevalentemente dall'emisfero nord, dove si presenta circumpolare anche da gran parte delle regioni temperate; dall'emisfero sud la sua visibilità è invece limitata alle regioni temperate settentrionali e alla fascia tropicale. La sua magnitudine pari a +1,79 fa sì che possa essere scorta anche con un cielo affetto da inquinamento luminoso.
Il periodo migliore per la sua osservazione nel cielo serale ricade nei mesi compresi fra febbraio e giugno; nell'emisfero nord è visibile anche per un periodo maggiore, grazie alla declinazione boreale della stella, mentre nell'emisfero sud può essere osservata limitatamente durante i mesi dell'autunno australe.

## Caratteristiche del sistema
Dubhe A è una gigante arancione di tipo spettrale K0, ha una massa circa 4 volte maggiore del Sole ed un diametro 30 volte superiore. Dubhe B, stella bianca di sequenza principale che forma una binaria spettroscopica con A, si trova ad una distanza media di 23 UA dalla gigante arancione e compie un'orbita nel periodo di 44 anni. Più lontana, a oltre 8000 UA, si trova Dubhe C, una nana gialla di tipo spettrale F8 poco più grande del Sole che ha anch'essa una compagna che le ruota attorno in un periodo di 6 giorni, anche se quest'ultima è catalogata differentemente nel catalogo Henry Draper come HD 95638.
Al contrario di molte stelle del Grande Carro Dubhe non fa parte della corrente stellare dell'Orsa Maggiore.
Da un ipotetico pianeta attorno a Dubhe C o alla sua compagna, il cielo si presenterebbe con quattro stelle ben luminose nel cielo. Nel primo caso, Dubhe A, nonostante la distanza, apparirebbe come una brillante stella arancione 10 volte più luminosa di Venere visto dalla Terra. Da Dubhe B invece, da una distanza di poco maggiore da quella che divide Urano dal Sole, la gigante arancione avrebbe una luminosità del 50% di quella del Sole visto dalla Terra.

## Nella cultura
Dubhe è la stella ufficiale dello stato statunitense dello Utah. Licia Troisi ha dato alla protagonista della sua seconda trilogia, Le Guerre del Mondo Emerso, il nome di Dubhe.